# Zorotypus silvestrii
Zorotypus silvestrii är en jordlusart som beskrevs av Heinrich Hugo Karny 1927. Zorotypus silvestrii ingår i släktet Zorotypus och familjen Zorotypidae. Inga underarter finns listade i Catalogue of Life.